# Helena Gasperska-Krygier

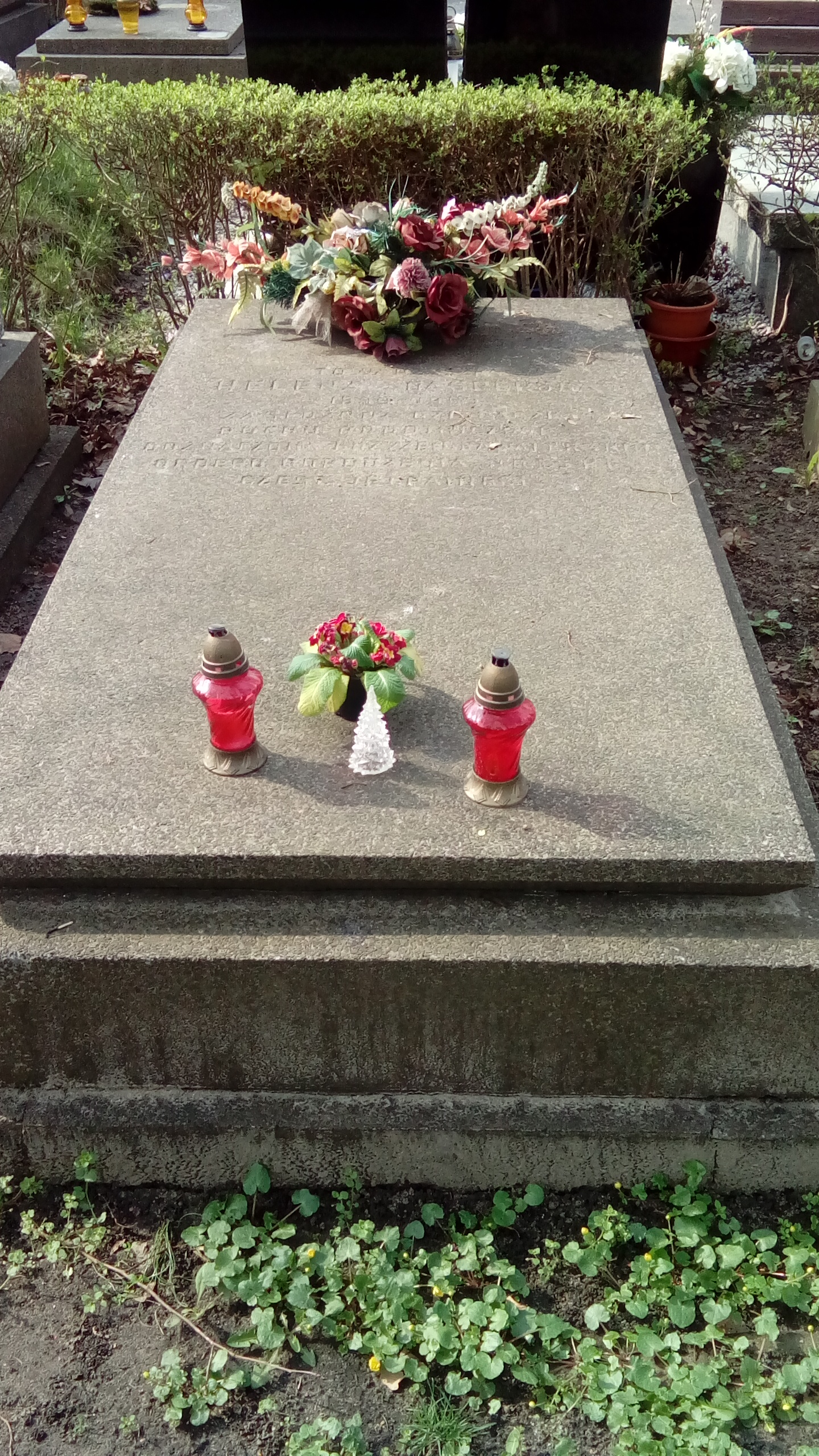
Grób Heleny Gasperskiej na cmentarzu wojskowym na Powązkach

Helena Gasperska-Krygier pseud. Helenka (ur. 31 stycznia 1899 w Kałudze jako Helena Krygier, zm. 27 czerwca 1969 w Warszawie) – działaczka polskiego i rosyjskiego ruchu komunistycznego.

## Życiorys
Córka mierniczego Stanisława Krygiera pracującego przy budowie kolei. 1902 wraz z rodziną przeniosła się do Moskwy, gdzie skończyła gimnazjum i od 1918 pracowała w polskich instytucjach partyjnych i państwowych - Komisariacie ds. Polskich przy Komisariacie Ludowym ds. Narodowości RFSRR, Polskim Archiwum Rewolucji przy Centralnym Komitecie RKP(b), była też zastępcą sekretarza w Centralnym Biurze Organizacji Komunistycznych w Miejscowościach Okupowanych przy CK WKP(b). Członkini RKP(b) ze stażem od 1919, od III 1919 była w Wilnie zastępcą sekretarza redakcji organu prasowego Centralnego Komitetu Wykonawczego grup KPRP w Rosji "Młot" i zastępcą kierownika biblioteki w klubie robotniczym. W końcu kwietnia 1919, po zajęciu Wilna przez polskie oddziały, została aresztowana i osadzona w więzieniu na Łukiszkach, potem internowana w Dąbiu p. Krakowem. IV 1920 wróciła do Moskwy w ramach wymiany więźniów politycznych. V-VIII 1920 była sekretarką Zofii Dzierżyńskiej w Wydziale Mniejszości Narodowościowych w Komisariacie Ludowym Oświaty RFSRR, potem od 1 VIII do 1 X 1920 członkiem sekretariatu TKRP w Grodnie, Kownie, Mińsku i Białymstoku. X 1920 na wniosek kierownictwa KPRP skierowana do działalności w KPRP w kraju; otrzymała dokumenty na nazwisko Helena Gasperska, którym odtąd się posługiwała. Została funkcjonariuszką KPRP w Gdańsku i Berlinie, była współpracownicą "Nowego Przeglądu". 1922-1926 pracowała w poselstwie ZSRR w Berlinie, potem w Komisariacie Ludowym Spraw Zagranicznych w Moskwie. Od 1926 pracowała w Polskiej Sekcji Kominternu, od VI 1927 sekretarz w Wydziale Łączności Międzynarodowej Komitetu Wykonawczego Kominternu. 1925-1927 studiowała zaocznie na Komunistycznym Uniwersytecie im. Swierdłowa. 1933 jej mąż Dymitr Marecki związany z grupą Bucharina, a ona sama poddana represjom. Od 1947 mieszkała w Aleksandrowie k. Moskwy i była tam chałupniczką w spółdzielni pracy, 1949-1957 w Moskwie. 1956 zrehabilitowana i przywrócona w prawach członka partii. VII 1957 osiadła w Warszawie. Odznaczona Krzyżem Kawalerskim Orderu Odrodzenia Polski i Orderem Czerwonego Sztandaru. Pochowana na wojskowych Powązkach (kwatera A31-5-3).